# Листоед травяной
Листоед травяной (лат. Chrysolina graminis) — вид жуков из подсемейства хризомелин (Chrysomelinae) семейства листоедов. Распространён от Пиренеев до западного Китая (Европа, Кавказ, Малая Азия, Сибирь, Казахстан, Центральная Азия, Монголия, Дальний Восток России, север Китая). Длина тела жуков 8—11 мм.

## Экология
Жуки обитают на высокотравных пойменных лугах. Насекомые данного вида питаются листьями растений из следующих семейств: астровых (чихотник обыкновенный, полынь, пижма обыкновенная, нивяник обыкновенный, чихотник иволистный), бурачниковых (кривоцвет полевой), яснотковых (мята водная, Mentha longifolia x suaveolens, мята болотная, чистец болотный), подорожниковых (вероника длиннолистная), бальзаминовых (недотрога железистая — инвазивный вид). Передвигаются жуки по пазушным областям растения. Жуки не способны летать и весь жизненный цикл особи проходит возле кормовых растений.

### Естественные враги
Из двукрылых на личинках данного вида паразитируют два вида, Macquartia tenebricosa и Policheta unicolor. Личинки Macquartia tenebricosa являются эндопаразитоидами личинок, а Policheta unicolor взрослые мухи эндопаразитоиды личинок. Из перепончатокрылых чёрный садовый муравей отыскивает и ловит личинок ранней стадии.
Зимующими жуками и диапаузирующими куколками питаются кроты.

## Подвиды
- Chrysolina graminis artemisiae (Motschulsky, 1860) — юго-восточная Европа, Казахстан, Центральная Азия, Южная Сибирь, Монголия[12].
- Chrysolina graminis auraria (Motschulsky, 1860)[13] — Даурия, Дальний Восток, восток Монголии, Китай. Длина тела 9,5—11 мм[12]. Тело ярко-зелёного или медно-красного цвета; надкрылья с синей широкой полосой на диске и узкой на шве. Боковые валики на переднеспинки развиты только в задней половине. Усики короткие с расширенными вершинными члениками[7].
- Chrysolina graminis christianae (Mallet, 1933) — Франция[12].
- Chrysolina graminis graminis (Linnaeus, 1758) — Европа[12].
- Chrysolina graminis mediterranea Bechyné, 1950 — Корсика, Испания[12].
- Chrysolina graminis rugulosa (Mallet, 1933) — Франция[12].
- Chrysolina graminis santonici (Contarini, 1847) — центральные Альпы[12].